# Eleutherodactylus syristes
Eleutherodactylus syristes är en groddjursart som först beskrevs av Hoyt 1965.  Eleutherodactylus syristes ingår i släktet Eleutherodactylus och familjen Eleutherodactylidae. IUCN kategoriserar arten globalt som starkt hotad. Inga underarter finns listade i Catalogue of Life.